# Mirunga północna
Mirunga północna, słoń morski północny (Mirounga angustirostris) – gatunek drapieżnego ssaka z rodziny fokowatych (Phocidae).

## Taksonomia
Gatunek po raz pierwszy zgodnie z zasadami nazewnictwa binominalnego opisał w 1866 roku amerykański zoolog Theodore Nicholas Gill nadając mu nazwę Macrorhinus angustirostris. Holotyp pochodził z Bahía Tórtola (tj. Bahía San Bartolomé), (27°39′N 114°51′W/27,650000 -114,850000, w Kalifornii Dolnej Południowej, w Meksyku. 
Autorzy Illustrated Checklist of the Mammals of the World uznają ten gatunek za monotypowy. 

### Etymologia
- Mirounga: rodzima, australijska nazwa miouroung dla mirungi południowej[10].
- angustirostris: łac. angustus „wąski”; -rostris „-pyski”, od rostrum „pysk”[11].

## Zasięg występowania
Mirunga północna występuje w północno-wschodnim Oceanie Spokojnym, na Aleutach, w Zatoce Alaska i zachodnim wybrzeżu Ameryki Północnej na południe do środkowej Kalifornii Dolnej w Meksyku; sporadycznie pojawia się na Hawajach i w Japonii oraz na Morzu Beringa. 

## Morfologia
Długość ciała samic około 215–300 cm, samców około 350–400 cm; masa ciała samic 300–600 kg, samców około 1800–2500 kg. Noworodki obu płci osiągają długość około 115–125 cm i ciężar 25–35 kg. Dymorfizm płciowy w wielkości zaczyna się ujawniać w wieku około 3–4 lat. Wzór zębowy: I {\displaystyle {\tfrac {2}{1}}} C {\displaystyle {\tfrac {1}{1}}} PC {\displaystyle {\tfrac {5}{5}}} = 30.

## Ekologia
Mirungi żywią się głównie rybami i głowonogami. Północna odmiana nie migruje, rozmnaża się na lądzie z tym, że zimę spędza na morzu, prawdopodobnie w pobliżu kry lodowej. Mirungi spędzają 80% czasu w wodzie, potrafią wytrzymać bez pobierania powietrza ponad 80 minut, tj. dłużej niż jakikolwiek inny niewaleniowaty ssak morski (nurkują do głębokości sięgających do 1500 m). Na lądzie (w piasku przybrzeżnym) mimo dużych rozmiarów mogą poruszać się szybciej niż człowiek. W jednym z badań średnia prędkość lądowa wyznaczona z 70 pomiarów wyniosła 3,6 km/h, a maksymalna 9,2 km/h. Wzorzec ruchu polega na falowaniu ciałem z oparciem na miednicy, mostku i kończynach przednich, przy czym zrywy trwają poniżej 30 sekund i kończą się dłuższymi odpoczynkami.
W czasie sezonu rozrodczego samce stają się w stosunku do siebie wyjątkowo agresywne. Walczą wtedy między sobą o terytoria, a „haremy” poszczególnych samców dochodzą do 40 samic. Samice mają każdego roku tylko jedno młode, ciąża trwa ok. 11 miesięcy. Samice dożywają 20 lat, a samce 14.

## Status zagrożenia i ochrona
W Czerwonej księdze gatunków zagrożonych Międzynarodowej Unii Ochrony Przyrody i Jej Zasobów został zaliczony do kategorii LC (ang. least concern „najmniejszej troski”). Na słonia morskiego polowano w XIX w. dla ich cennego tłuszczu, wtedy też znalazły się one na granicy wymarcia. W XX w. w wyniku programu ochrony tych ssaków ich liczebność znacząco się podniosła a ich istnienie nie jest już zagrożone.